# Systoechus brunnibasis
Systoechus brunnibasis är en tvåvingeart som beskrevs av Hesse 1938. Systoechus brunnibasis ingår i släktet Systoechus och familjen svävflugor. Inga underarter finns listade i Catalogue of Life.